# Sikula
Sikula falu Romániában, Arad megyében, az azonos nevű község központja. 

## Fekvése
A DN 79A országos úton közelíthető meg, Borosjenőtól 6, Pankotától 12, Kisjenőtől 22 kkilométer távolságra.

## Története
Sikula nevét 1334-ben említette először oklevél Sicula, Sycula néven.
1449-ben Sicola, 1746-ban Sikula néven írták.
Fényes Elek 1851-ben így írt a községről: "Fekszik Arad vármegyében, a Fejér-Körös mellett, 14 katholikus, 1468 óhitű lakossal, anyatemplommal, szinte lapályos, vizenyős határral, szép tölgyes erdőséggel, jeles sertéstenyésztéssel."
1910-ben 3616 lakosából 386 magyar, 3209 román volt. Ebből301 római katolikus, 159 görögkatolikus, 3046 görögkeleti ortodox volt.
A trianoni békeszerződés előtt Arad vármegye Borosjenői járásához tartozott. Almatermeléséről volt nevezetes.